# Luigi Sailer
Luigi Sailer (Milano, 1825 – Modena, 1885) è stato uno scrittore italiano.

## Biografia
Noto ormai quasi esclusivamente per la poesia La farfalletta, più conosciuta come La vispa Teresa, autentico successo dell'epoca, Luigi Sailer nacque a Milano nel 1825. Fu insegnante di scuola secondaria a Milano e a Siena, quindi presso l'Accademia Militare di Modena. Fu editore e direttore del periodico per giovinetti Le Prime Letture sulle cui pagine vennero per la prima volta pubblicate le Serate dello zio di Antonio Stoppani (gli scritti di Stoppani furono poi raccolti in volume col titolo Il Bel Paese, libro di grandissimo successo).
Nel 1865 pubblicò per i tipi della casa editrice Giacomo Agnelli di Milano alcuni componimenti poetici per bambini col titolo L'arpa della fanciullezza. Tra i componimenti è compresa proprio La farfalletta, composta tra il 1850 e il 1858, e dedicata ad una principessina di Savoia-Carignano ritenuta «una bambina incorreggibile, perché male avvezza». II successo del componimento fu tale che a tre anni dalla sua prima pubblicazione si era già alla terza edizione. Alla fine del decennio tutti conoscevano La vispa Teresa, ma quasi nessuno sapeva più chi ne fosse l'autore. De La vispa Teresa Trilussa compose nel 1917 una continuazione ironica.
Oltre alle opere citate, Sailer pubblicò alcuni testi di lettura per le scuole ed un'Introduzione allo studio della letteratura del 1880.
Morì sessantenne a Modena nel 1885.

## Opere
- Saggio di poesie per fanciulletti, Milano, B. Ponti, 1859.
- Del concetto popolare della regione italica, Milano, Tipografia di Alessio Lombardi, 1862.
- L'arpa della fanciullezza. Poesie pei bambini dai 5 ai 10 anni, Milano, Stabilimento tipografico della ditta Giacomo Agnelli, 1865.
- Sul valore scientifico delle riforme ortografiche, Estr. dalla pref. alla 2ª ed. dell'Arpa della fanciullezza, Milano, Giacomo Agnelli, 1869.
- Saggio di un trattatello scolastico intorno all'arte del dire. Per il terzo anno delle scuole normali, Milano, Le prime letture, 1872.
- Buon capo d'anno. Strenna pei fanciulli, Milano, Fratelli Treves, 1875.
- Letture educative ed istruttive per la gioventù, Milano, Giacomo Agnelli, 1876.
- Ogni festa il suo saluto. Poesie per i giorni più cari ai bambini, Milano, Giacomo Agnelli, 1877.
- Introduzione allo studio della letteratura, Milano, Giacomo Agnelli, 1880.
- Corso di osservazioni intorno al parlare e allo scrivere. Raccolte e ordinate per le classi superiori delle scuole secondarie, Milano, Giacomo Agnelli, 1881.
- Lezioni di lettere italiane. Per gli allievi del 1º corso, Modena, Soliani, 1881.

Un'edizione recente della Vispa Teresa:
- La vispa Teresa e altre poesie, illustrazioni di Giuliana Bagni, postfazione di Walter Fochesato, Torino, Viglongo, 1994. ISBN 88-7235-177-4.